# 山本麻衣
山本 麻衣（やまもと まい、1999年10月23日 - ）は、日本の女子バスケットボール選手である。ポジションはガード。広島県広島市安佐南区出身。Wリーグのトヨタ自動車アンテロープス所属。3x3女子日本代表選手で2020東京オリンピックに出場した。
『Number』誌に「精度の高い3Pやフィジカルの強さを活かしたドライブ力、どんな場面でもひるまない度胸の良さは日本屈指」と評価された。

## 人物
父は元バレーボール選手の山本健之、母は元三菱電機の実業団バスケットボール選手だった（旧姓）黒川貴美子。1男2女の次女で、2歳上の姉（山本加奈子）はTOKYO DIMEでプレーしていた3人制プロバスケットボール選手、弟は高校野球選手として甲子園出場。

## 来歴
広島市南区の安芸幼稚園から広島市立川内小学校に進む。最初はバレーボールをやっていたが、同校1年時に、口田東ミニバスケットボールクラブ（広島市安佐北区）でバスケに出会い競技を始める。小学5年時、姉が愛知県の強豪中学に入学するのを機に日体大職員だった父以外の家族で愛知県へ転居。
昭和ミニバスに入り、小学6年生の時に全国ミニバス優勝を達成した。中学2年生の時に全国中学優勝を達成。中学3年時は準優勝で優秀選手に選出された。
桜花学園高等学校進学後、1年生からスターティングメンバー入り。インターハイと国民体育大会で優勝。ウィンターカップの準決勝で別の高校に進んだ姉との姉妹対決に勝利したが、大会そのものは準優勝に終わった。高校2年生の時にインターハイ、国民体育大会、ウィンターカップ優勝の3冠を達成したが、高校3年生の時は無冠に終わった。ウィンターカップでは2年連続で優秀選手に選出された。
高校卒業を前にした2018年1月、Wリーグ・トヨタ自動車アンテロープスにアーリーエントリーで加入。2020-21シーズンのWリーグ初優勝に貢献しプレーオフMVPを受賞した。
2025年、日本5人目のWNBAプレイヤーを目指しダラス・ウィングスのトレーニングキャンプに参加。

### 日本代表

#### フルコート（5x5）
日本代表には学生の頃から年代別日本代表に選出されている。2016年FIBAアジアU-18選手権で準優勝を達成。1つ上の世代をまとめるPGとしてチームに貢献した。
2021年8月に初めて日本代表候補に選出され、ヨルダンで開催された2021年FIBA女子アジアカップで日本の5連覇に貢献した。
2022年FIBA女子アジアカップでは、日本は6連覇を逃したが、山本は全5試合に先発出場。アシスト王およびベスト5に選ばれた。
2024年2月の2024年パリオリンピック女子最終予選ハンガリーラウンド（ハンガリー・ショプロン）に於いて日本女子代表が出場権を獲得した際には大会最優秀選手（MVP）を受賞した。

#### 3x3
3人制バスケット・3x3においては2018年7月からスタートし、その年のU-23の3x3女子日本代表に選出され、FIBA 3x3 U23ワールドカップ2018で準優勝した。翌2019年の3x3 U-23ワールドカップでは決勝で2018年に負けたロシアを下してリベンジを達成して優勝を達成し、大会MVPおよびベスト3に選ばれた。この優勝は5人制、3人制、男女通じて日本勢初のFIBA主催世界大会での優勝である。またシュートコンテストでも優勝。3x3では海外選手やファン、FIBAの人などかなりの人気を集めた。
2021年5月、東京オリンピック予選に出場し3位で出場権を獲得した。FIBA公式サイトが五輪直前に公開した女子3x3競技の10人の注目選手を特集された。7月の東京オリンピックでは予選で4位になり決勝トーナメント準々決勝まで進出したが、予選で勝ったフランスに負けて5位となった。金メダルを獲得したアメリカが大会唯一の敗北を喫した予選リーグの日本-アメリカ戦でチーム最多の8得点を記録した。

## 経歴
- 桜花学園高 - トヨタ自動車（2017年〜）

## 日本代表歴
- 2016 U17ワールドカップ
- 2016 U18アジアカップ
- 2021 FIBAアジアカップ - 優勝
- 2022 FIBAワールドカップ2022予選
- 2023 FIBAアジアカップ - 準優勝（ベスト5）
- 2024 パリオリンピック世界最終予選

3x3
- 2018 U23ワールドカップ - 準優勝
- 2019 U23ワールドカップ - 優勝（MVP受賞）
- 2021 東京オリンピック予選 - 3位
- 2021 東京オリンピック - 5位
- 2022 ワールドカップ - 13位